# 신동욱 (정치인)
신동욱(申東煜, 1965년 6월 27일~)은 대한민국의 방송 앵커이자 정치인이다. 제22대 국회의원이다.

## 생애
경상북도 상주에서 태어나 경북대학교 사범대학 부설고등학교와 서울대학교 경영학과를 졸업했으며, 서울대학교 보건대학원에서 석사 학위를 받았다. 이에 아울러 그는 당시 대통령 아들들의 편법 특혜로 설치된 석사장교로 육군 소위 전역을 했다.
1992년 SBS 공채 2기 기자로 입사했다. 1995년 기동취재부, 1996년 정치부, 2000년 전국부과 경제부 기자 등을 활동하였다. 2001년부터 주말 앵커, 2004년 《생방송 모닝와이드》 및 《경제 아는 만큼 보인다》,《경제 인사이드》등은 경제전문기자로 활동해 왔으며, 2005년 10월 31일부터 2011년 3월 18일까지 평일 《SBS 8 뉴스》의 진행을 맡았다. 2011년 7월부터 3년간 미국 워싱턴 특파원으로 파견되었고, 이후 SBS의 2014년 여름 TV 개편으로 인해 평일 《모닝와이드》 1, 2부가 뉴스쇼로 개편되고 평일 《모닝와이드》 3부가 종영됨에 따라 2014년 7월 21일부터 10월 10일까지 평일 《모닝와이드》 1, 2부의 뉴스쇼를 진행하다가 SBS의 2014년 가을 TV 개편으로 인해 평일 《모닝와이드》 1, 2부가 뉴스 프로그램으로 환원되고 평일 《모닝와이드》 3부가 교양 프로그램으로 환원되어 다시 방송을 시작함에 따라 같은 해 10월 13일부터 12월 31일까지 평일 《모닝와이드》 3부를 진행했다. 2015년 1월 1일부터 신년 개편을 통해 2016년 12월 16일까지 평일 《SBS 8 뉴스》의 앵커로 복귀하였다. 앵커직 하차 이후 직책은 보도국 국제부장이다.
2017년 11월 SBS에 사표를 제출하며 퇴사하고 TV조선으로 이적했다. TV조선의 보도본부 부본부장 보직을 맡아 2017년 12월 11일부터 《TV조선 뉴스 9》의 진행을 맡았다. 2020년 12월에 보도본부장으로 승진하였고, 2023년 7월에 뉴스총괄프로듀서 상무로 승진하였다. 2023년 12월에 TV조선 퇴사를 선언했으며, 2023년 12월 29일 진행을 마지막으로 《TV조선 뉴스 9》의 앵커직을 윤정호에게 넘겼다.
2024년 제22대 국회의원 선거를 앞두고 국민의힘에 입당했다. 선거를 앞두고 서초구 을 선거구에 공천되었으며 선거 결과 57.49%의 득표율을 기록하면서 제22대 국회의원으로 당선되었다.

## 학력
- 대구국민학교 졸업
- 경북대학교사범대학부설중학교 졸업
- 경북대학교사범대학부설고등학교 졸업
- 서울대학교 경영대학 경영학 학사
- 서울대학교 보건대학원 보건학 석사

## 경력
- 1992년: SBS 기자
- 1993년: SBS 보도본부 사회부 기자
- 1995년: SBS 보도본부 기동취재부 기자
- 1996년: SBS 보도본부 정치부 기자
- 2000년: SBS 보도본부 전국부, 경제부 기자
- 2003년 8월: SBS 보도본부 해설위원
- 2004년: 제51대 관훈클럽 편집위원
- 2004년 1월: SBS 경제전문기자
- 2004년~2011년: SBS 보도국 앵커
- 2005년: SBS 보도본부 편집1부 부장
- 2008년 1월: SBS 보도본부 부국장
- 2011년 3월~2014년 7월: SBS 워싱턴 특파원
- 2014년 11월: SBS 보도본부 정치부 부장
- 2014년~2016년: SBS 보도본부 앵커
- 2016년 12월~2017년 11월: SBS 보도본부 국제부장
- 2017년 11월~2020년 12월: TV조선 보도본부 부본부장
- 2020년 12월~2023년 7월: TV조선 보도본부 본부장
- 2021년 5월: 한국신문방송편집위원회 부회장
- 한국언론인연합회 운영자문위원
- 케이정책플랫폼 칼럼니스트
- 2023년 5월: 한국신문방송편집위원회 이사
- 2023년 7월~2023년 12월: TV조선 보도본부 뉴스총괄프로듀서 상무
- 2024년 1월~: 국민의힘 입당
- 2024년 3월~2024년 4월: 제22대 국회의원 선거 국민의힘 중앙선거대책위원회 종합상황실 공보단 대변인단
- 2024년 4월 10일 대한민국 제22대 국회의원 선거 당선(서울 서초구 을, 국민의힘, 초선)
- 2024년 5월~: 제22대 국회의원(서울 서초구 을, 국민의힘, 초선)
  - 2024년 6월~2024년 8월: 제22대 국회 전반기 문화체육관광위원회 위원
    - 제22대 국회 전반기 문화체육관광위원회 문화예술법안심사소위원회 위원
    - 제22대 국회 전반기 문화체육관광위원회 청원심사소위원회 위원

  - 국회 글로벌외교안보포럼 구성의원
  - 모빌리티포럼 구성의원
  - 2024년 8월~2024년 8월: 제22대 국회 전반기 과학기술정보방송통신위원회 위원
  - 2024년 8월~2025년 2월: 제22대 국회 전반기 문화체육관광위원회 위원
    - 제22대 국회 전반기 문화체육관광위원회 문화예술법안심사소위원회 위원
    - 제22대 국회 전반기 문화체육관광위원회 청원심사소위원회 위원장

  - 2024년 12월~2024년 12월: 제22대 국회 대법관(마용주) 임명동의에 관한 인사청문특별위원회 위원
  - 2025년 2월~2025년 6월: 제22대 국회 전반기 기획재정위원회 위원
  - 2025년 2월~2025년 6월: 제22대 국회 전반기 예산결산특별위원회 위원
  - 2025년 6월~: 제22대 국회 전반기 법제사법위원회 위원
- 2024년 5월~: 국민의힘 서울특별시당 서초구 을 당원협의회 위원장
- 2024년 6월~2024년 7월: 국민의힘 정책위원회 산하 시급한 민생 현안 해결을 위한 AI·반도체특별위원회 위원
- 2024년 7월~2024년 12월: 국민의힘 원내수석대변인
- 2024년 9월~: 국민의힘 호남동행 국회의원 발대식 명예의원(전라남도 순천시 겸 고흥군)
- 2024년 12월 7일: 윤석열 대통령 탄핵 표결 불참
- 2024년 12월~2025년 7월: 국민의힘 수석대변인
- 2025년 5월~2025년 6월: 제21대 대통령 선거 국민의힘 김문수 대통령 후보 대변인단장

## 진행
- 《모닝와이드》(토요일, 2001년 4월 21일~2001년 12월 30일)
- 《모닝와이드》(평일, 1,2부 2004년 3월 1일~2004년 10월 8일, 2014년 7월 21일~2014년 12월 31일, 3부 2014년 10월 13일~2014년 12월 31일)
- 《SBS 8 뉴스》(평일, 2005년 10월 31일~2011년 3월 18일, 2015년 1월 1일~2016년 12월 16일)
- 《SBS 이슈 인사이드》(2014년 11월 19일~2014년 12월 24일)
- 《TV조선 뉴스 9》(2017년 12월 11일~2023년 12월 29일)

## 상훈
- 2003년 학교폭력추방 공로상
- 2007년 제16회 바른말 보도상 앵커 수상
- 2008년 제35회 한국방송대상 앵커부문 수상
- 2015년 제11회 한국참언론인 대상 앵커부문
- 2021년 제18회 서울대학교 언론인 대상 수상
- 2023년 미디어 알바트로스상 방송 부문

## 역대 선거 결과
| 실시년도 | 선거   | 대수 | 직책     | 선거구         | 정당     | 득표수   | 득표율          | 순위 | 당락 | 비고 |
| -------- | ------ | ---- | -------- | -------------- | -------- | -------- | --------------- | ---- | ---- | ---- |
| 2024년   | 총선   | 22대 | 국회의원 | 서울 서초구 을 | 국민의힘 | 77,638표 | \| \| 57.49% \| | 1위  |      | 초선 |
|          | 57.49% |      |          |                |          |          |                 |      |      |      |

## 소속 정당
| 소속 정당 | 소속 정당 | 소속 기간 | 비고      |
| --------- | --------- | --------- | --------- |
|           | 국민의힘  | 2024~현재 | 정계 입문 |

## 같이 보기
- 서울 서초구의 국회의원
- 서초구 을